# Skąpe (Lubusz)
Skąpe is een dorp in het Poolse woiwodschap Lubusz, in het district Świebodziński. De plaats maakt deel uit van de gemeente Skąpe en telt 421 inwoners.